# Reynolds Nunatak
Reynolds Nunatak är en nunatak i Antarktis. Den ligger i Västantarktis. Inget land gör anspråk på området. Toppen på Reynolds Nunatak är 398 meter över havet.
Terrängen runt Reynolds Nunatak är kuperad åt sydväst, men åt nordost är den platt. Trakten är obefolkad. Det finns inga samhällen i närheten.